# Ottavio Cagiano de Azevedo
Ottavio Cagiano de Azevedo (ur. 7 listopada 1845 we Frosinone, zm. 11 lipca 1927 w Anzio) – włoski duchowny katolicki, wysoki urzędnik Kurii Rzymskiej, Kanclerz Świętego Kościoła Rzymskiego, kardynał.

## Życiorys
Był bratankiem kardynała Antonio Cagiano de Azevedo. Po ukończeniu seminarium w Gottaferrata przyjął święcenia kapłańskie we wrześniu 1868. Pracował duszpastersko w Rzymie do 1874 roku, a następnie został kanonikiem patriarchalnej bazyliki liberiańskiej. 9 kwietnia 1880 mianowany infułatem ad instar participantium. Od grudnia 1886 był kanonikiem patriarchalnej bazyliki watykańskiej. 31 grudnia 1891 został papieskim Szambelanem, a w 1901 Majordomusem.
11 grudnia 1905 papież Pius X kreował go kardynałem diakonem. Był kolejno: Apostolskim wizytatorem w Hospicjum Katechumenów, od 1913 proprefektem, a następnie prefektem Kongregacji Zakonów. Brał udział w konklawe 1914, na którym był przypuszczalnie skrutator. 6 grudnia 1915 został Kanclerzem Świętego Kościoła Rzymskiego, który to urząd pełnił już do śmierci. Jako kanclerz został mianowany kardynałem prezbiterem San Lorenzo in Damaso. Nigdy nie przyjął święceń biskupich. W 1922 brał udział w swym drugim konklawe, które wybrało Piusa XI. Pochowany został na cmentarzu Campo Verano.